# Bundesstraße 428
Pour les articles homonymes, voir Route 428.
La Bundesstraße 428 est une Bundesstraße du Land de Rhénanie-Palatinat.

## Géographie
La Bundesstraße 428 est l'une des plus courtes Bundesstraße. Elle relie la B 420 à Frei-Laubersheim, commune au sud de Bad Kreuznach, à la B 41 à Bad Kreuznach, au nord de la ville.
Elle sert ainsi de contournement à l'est de la ville avec une connexion à la Bundesautobahn 61 par la B 41. Elle libère le quartier de Bad Münster am Stein-Ebernburg et le centre-ville des véhicules qui roulent dans la région Rhin-Main. Ils n'ont pas à emprunter la B 48 à travers la zone urbaine de Bad Kreuznach pour se rendre de la B 420 à la B 41 et à l'autoroute. La B 428 contourne la commune de Hackenheim à l'est et le quartier de Bosenheim à l'ouest. La connexion à la B 41 à quatre voies est établie dans la zone industrielle à l'ouest du quartier de Planig par une jonction semblable à un triangle autoroutier.

## Source
- (de) Cet article est partiellement ou en totalité issu de l’article de Wikipédia en allemand intitulé « Bundesstraße 428 » (voir la liste des auteurs).

1. ↑  (de) Harald Gebhardt, « Engpass verschwindet: Bahnbrücke über die B 428 wird erneuert », sur Rhein-Zeitung, 2020 (consulté le 31 août 2021)